# Bajo Cauca
El Bajo Cauca antioqueño  es una subregión territorial situada en el nororiente del departamento de Antioquia, en las estribaciones de la Cordillera Central antioqueña.
La subregión del Bajo Cauca es una de las nueve en las que se divide Antioquia. Ocupa una extensión de 8.485 km², tiene una población de 260.681 habitantes (2020) y la componen seis municipios: Caucasia, El Bagre, Nechí, Tarazá, Cáceres y Zaragoza; los dos últimos forman parte del grupo de los municipios más antiguos de Antioquia, fundados por Gaspar de Rodas en 1576 y 1581, respectivamente.

## Historia
El Bajo Cauca fue una de las primeras regiones en ser colonizadas por los españoles, quienes fundaron los pueblos de Cáceres (1576) y Zaragoza (1581) como puestos de avanzada hacia la conquista del interior de Antioquia y de la explotación del oro de la zona; en tanto Nechí fue fundado en 1636 como un campamento minero y El Bagre en 1675 tras el desplazamiento de la población por búsqueda de oro y recursos madereros.

## Generalidades

### Geografía
Esta subregión se ubica en las últimas estribaciones de la cordillera Central, entre las serranías de Ayapel y San Lucas, sobre la cuenca de los ríos Cauca y Nechí. La minería puede considerarse el renglón más importante de la economía de esta subregión, de hecho la historia argumenta que la región sufrió procesos de poblamiento gracias a esta práctica. Otras actividades son la producción piscícola, la agricultura y la ganadería.
La región integra el grupo de subregiones de la región Andina de Colombia y tienen una superficie de 8.485 km², que representa alrededor del 13.5% de la superficie departamental. Al no poseer montañas en su interior no presenta pisos térmicos aparte del cálido.

### Localización
El valle del Bajo del Cauca es una región del nororiente del departamento de Antioquia.
| Noroeste: Alto San Jorge  | Norte: Alto San Jorge            | Noreste: Mojana bolivarense   |
| Oeste: Norte antioqueño   |                                  | Este: Departamento de Bolívar |
| Suroeste Norte antioqueño | Sur: Norte y Nordeste antioqueño | Sureste: Nordeste antioqueño  |

## División administrativa

Municipios del Bajo Cauca.

El Bajo Cauca está conformado por seis (6) municipios, compuestos en conjunto por 53 centros poblados y 300 veredas, distribuidos de la siguiente manera:
| Municipio | Centros poblados principales                                                                                              | Otros centros poblados | Número de Veredas | Área (km²) |
| --------- | --- | --- | ----------------- | ---------- |
| Cáceres   | - El Jardín - Tamaná - Guarumo - Manizales - Piamonte - Puerto Bélgica                                                    | - Las Pampas - Nicaragua - Puerto Santo - Río Man                                                                                 | 60                | 1.973      |
| Caucasia  | - Cacerí - Cuturú - El Pando - La Ilusión - Margento - Palanca - Palomar - Puerto Colombia - Puerto Triana - Santa Rosita | - Caña Fistula - El Chino - La Esmeralda - Pueblo Nuevo - Villa del Socorro                                                       | 64                | 1.411      |
| El Bagre  | - Puerto Claver - Puerto López                                                                                            | - Borrachera - Caño Claro - El Real - La Corona - Las Negritas - Las Sardinas (El Puente) - Los Almendros - Muqui - Santa Bárbara | 51                | 1.563      |
| Nechí     | - Bijagual - Cargueros - Colorado - La Concha - Las Flores                                                                | - Puerto Astilla | 21                | 914        |
| Tarazá    | - Barro Blanco - El Doce - El Guaimaro - La Caucana - Puerto Antioquia                                                    | - Piedras | 54                | 1.560      |
| Zaragoza  | - Buenos Aires - Pato | - El Cenizo - El Cristo - La Caliente - Vegas de Segovia                                                                          | 50                | 1.064      |

## Economía
Las actividades económicas son la explotación de minerales (principalmente oro y plata, que en la mayoría de los casos es explotada de manera ilegal y termina como fuente de financiación de grupos al margen de la ley también para las familias pobres de la región), la agricultura, la ganadería, la piscicultura y la explotación forestal.
Además, la situación geográfica de la subregión entre el interior de Antioquia y la Caribe Colombiano la convierte en un punto comercial importante de intercambio de bienes y prestación de servicios.

## Aspecto social
El Bajo Cauca presenta uno de los indicadores sociales más preocupantes de las subregiones de Antioquia, puesto que existe una alta precariedad en las necesidades básicas de la población y un alto número de personas en condiciones de pobreza y miseria. Así mismo, el desplazamiento de personas causados por las actividades ilícitas y la violencia agrava la situación, creando cinturones de pobreza alrededor de los cascos urbanos de los municipios que generan "barrios piratas" sin apenas servicios públicos, casi siempre ubicados en zonas inadecuadas e inhóspitas.

## Población
La subregión cuenta con una población de 260.681 habitantes (2020), de los cuales 129.606 son hombres y 131.075 mujeres. De este total, el 63% de los habitantes (165.411 personas) se concentra en las cabeceras municipales, en tanto el restante 37% se ubica en los centros poblados y rural disperso (95.270 personas).

### Comunidades indígenas
El Bajo Cauca cuenta con 12 de los 56 resguardos indígenas donde predomina la etnia zenú, ubicándose en los municipios de
Cáceres, El Bagre y Zaragoza; también se encuentra población de la etnia embera chamí en Cáceres y los embera katío en El Bagre y Tarazá.

### Comunidades afrocolombianas
En la subregión habita aproximadamente el 6% de la población total de Antioquia de las comunidades negra, mulata, afrocolombiana, raizal y palenquera, convirtiendo al Bajo Cauca en la tercera subregión con mayor población asentada de estos grupos étnicos en este territorio.

## Turismo
|                                          |
| Cáceres, capital católica del Bajo Cauca |

|                                      |
| El río Cauca a la altura de Caucasia |

|                      |
| Panorama de El Bagre |

|                 |
| Vista de Tarazá |

|                     |
| Paisaje de Zaragoza |